# Casas prefabricadas Marshall Erdman

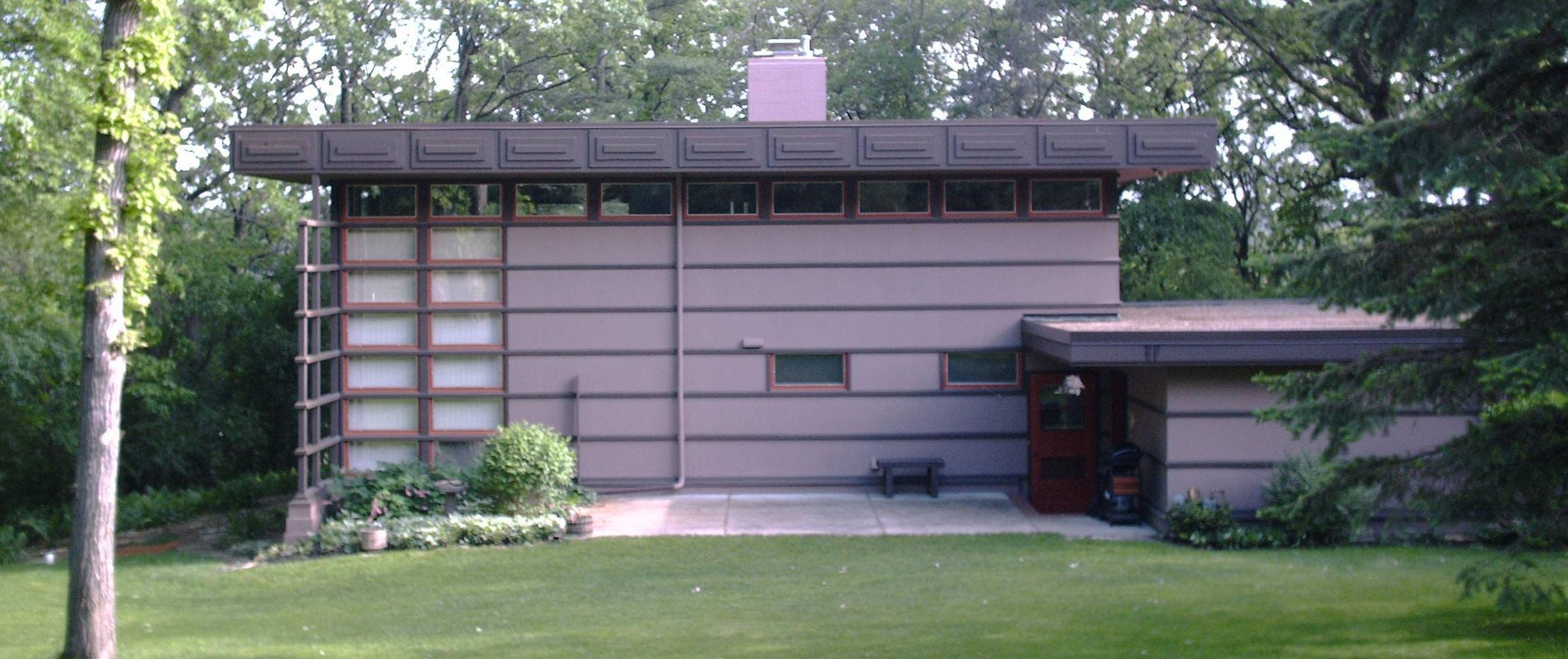
Residencia James McBean - Rochester, Minnesota (Prefab # 2)

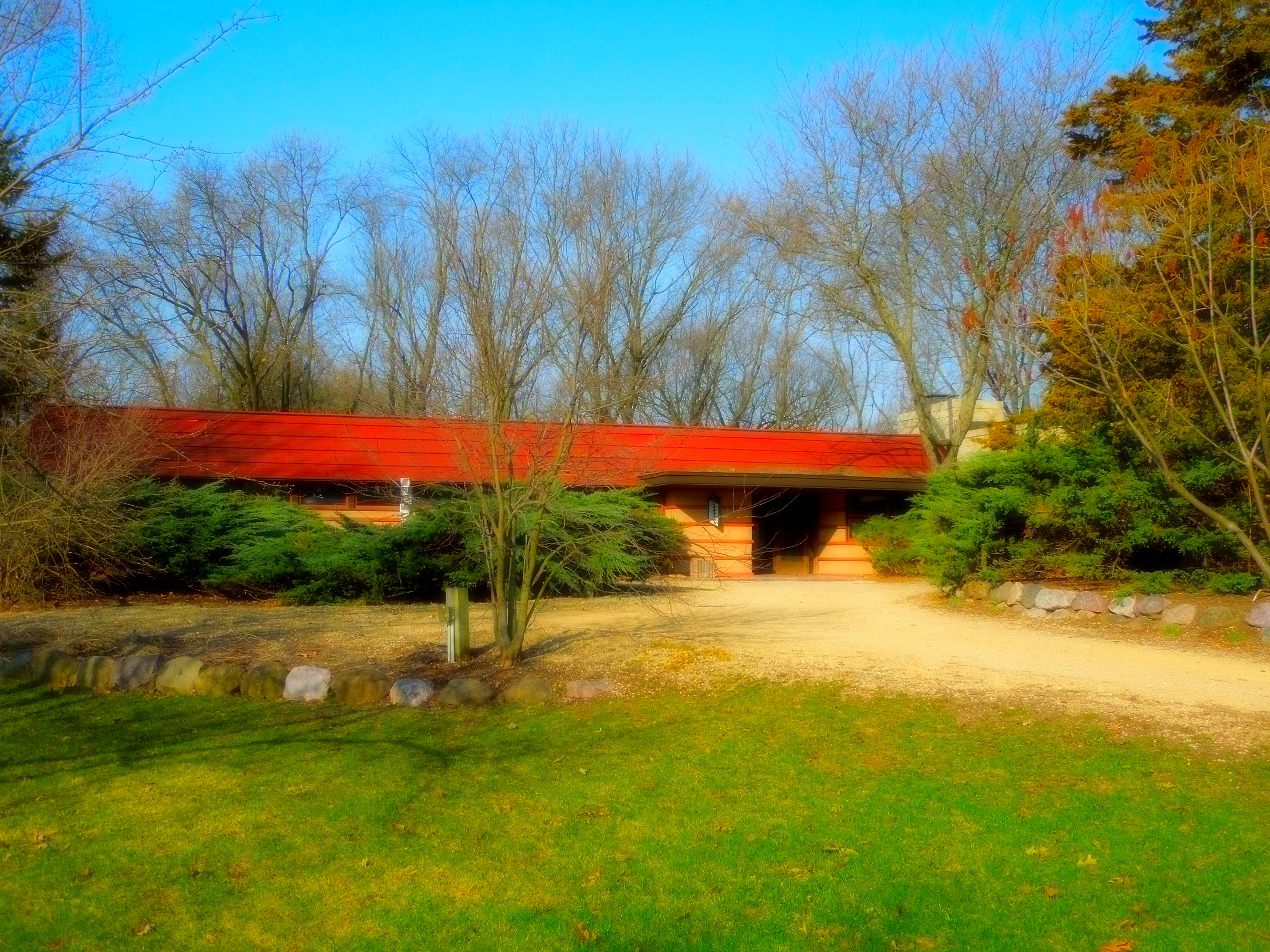
Eugene Van Tamelen House

A lo largo de su carrera, Frank Lloyd Wright estuvo interesado en la producción masiva de viviendas. En 1954, descubrió que Marshall Erdman, quien contrató a la Primera Sociedad Unitaria de Madison, estaba vendiendo casas prefabricadas modestas. Wright se ofreció a diseñar mejores casas prefabricadas, que creía que podrían comercializarse por 15.000 $, que era la mitad que Marshall Erdman and Associates, Inc. (ME&A) estaban cobrando por su propia versión.

## Historia y características
Wright no hizo mucho en el proyecto hasta finales de 1955, pero en la primavera de 1956 tenía planes finales para construir tres casas de tipo usoniano exclusivamente por ME&A. El número de diciembre de 1956 de la revista HOUSE & HOME presentó el proyecto de casas prefabricadas Marshall Erdman, diseñado por Wright, e incluyó a Marshall en la portada.  Nunca se construyeron ejemplos de la Prefab # 3. 
El paquete prefabricado que Erdman ofreció incluía todos los componentes estructurales principales, paredes interiores y exteriores, pisos, ventanas y puertas, así como gabinetes y carpintería. Además el comprador tenía que proporcionar los cimientos, los accesorios de fontanería, las unidades de calefacción, el cableado eléctrico y los paneles de yeso, más la pintura.
Antes de que el comprador pudiera adquirir la casa, él o ella tenían que enviar un mapa topográfico y fotos de la parcela a Wright, quien luego determinaría dónde debería ubicarse la casa.  Wright también tenía la intención de inspeccionar cada casa una vez terminada, y de aplicar su famoso ladrillo rojo esmaltado a la casa si se había completado como estaba previsto.

## Prefab # 1

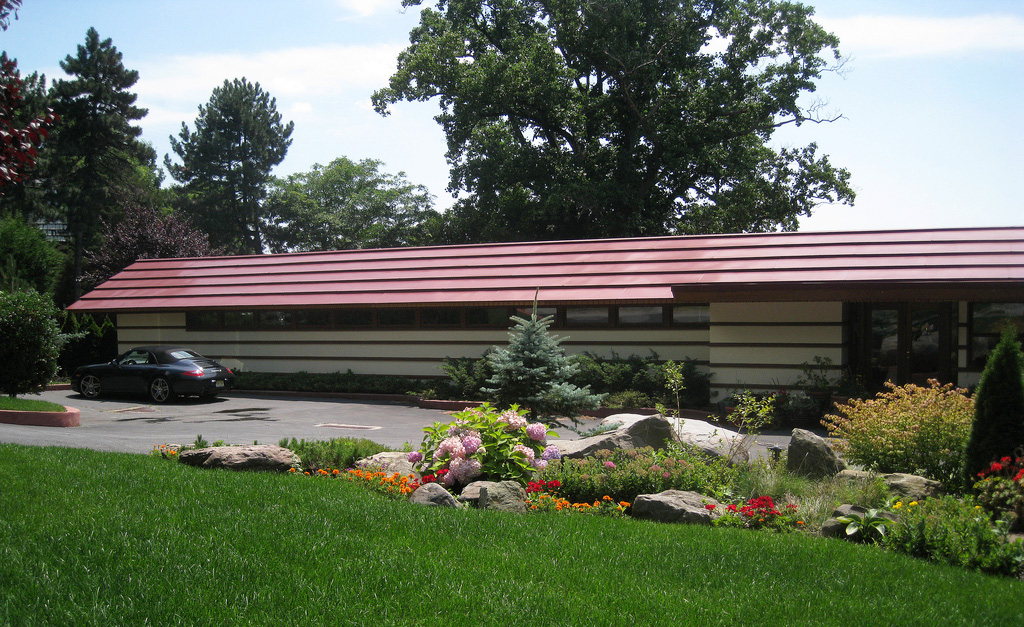
Casa de Catherine y William Cass "La haya carmesí"

El diseño de Wright era para una sola planta, en forma de L con un ala de un dormitorio de techo inclinado que se unía a un área de cocina, comedor y cocina de techo plano centrada en una gran chimenea de mampostería. Una cochera con un extremo de su techo apoyado en un cobertizo de almacenamiento separado completó el diseño. Finalmente, Wright produjo variaciones, que incluyen un cuarto dormitorio y opciones para un sótano completo o parcial.  Las versiones variaron en tamaño desde 173 a 223 m².
Para limitar los costos, Wright usó las ventanas estándar de Andersen y las puertas Pella y diseñó la prefabricación para construirse utilizando láminas estándar de madera contrachapada, Masonite y paneles de yeso. El exterior se pintaría de masonita con listones horizontales de madera roja, aunque la casa también podría construirse de piedra o bloques de hormigón, o estar parcialmente revestida de piedra.

### Ejemplos de casas prefabricadas # 1
- Casa de Eugene Van Tamelen - Madison, Wisconsin (1956)
- Casa de Arnold Jackson "Skyview" - se trasladó de Madison (construida en 1957) a Beaver Dam, Wisconsin (en 1985).
- Casa de Donald C. Duncan: se trasladó de Lisle, Illinois (construida en 1957) a Polymath Park, condado de Westmoreland, suroeste de Pennsylvania (en 2002).
- Casa Frank Iber - Plover, Wisconsin (1957)
- Casa Al Borah / Carl Post House - Barrington Hills, Illinois (1957)
- Casa de Catherine y William Cass " La haya carmesí " - Staten Island, Nueva York (1959)
- Casa Sócrates Zaferiou - Blauvelt, Nueva York (construida en 1961)
- Casa de Joseph Mollica - Bayside, Wisconsin (1958)
- Casa del Dr. Edward y Laura Jane LaFond - St. Joseph, Minnesota (1960)

## Prefab # 2

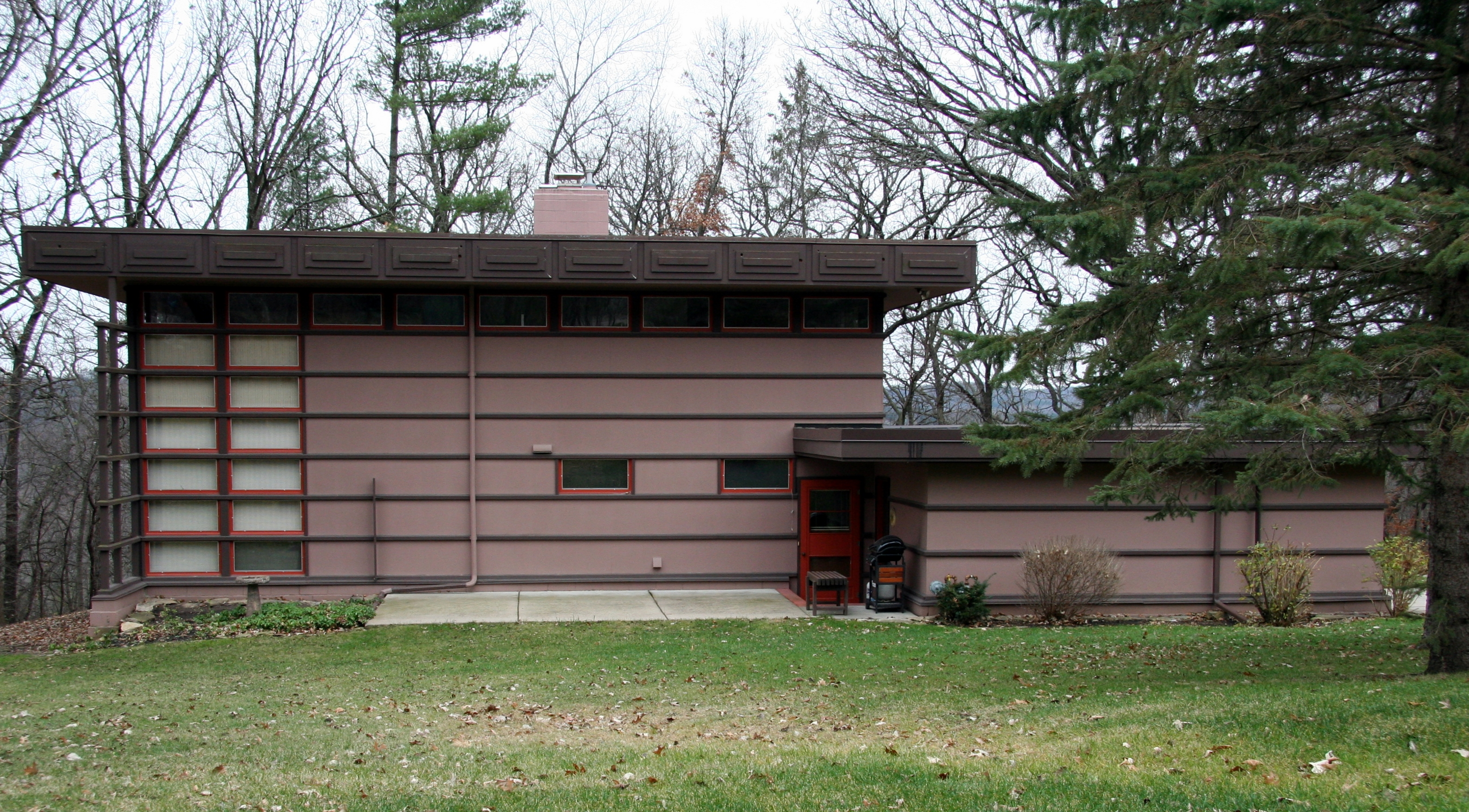
Residencia James McBean

Prefab # 2 es una casa cuadrada de 2 pisos con un techo plano. La casa tiene una gran sala de estar cuadrada de 2 pisos que está iluminada por una pared de ventanas. También en el primer piso se encuentran el comedor, la cocina, el hall de entrada, el lavadero y el dormitorio principal. Una gran chimenea de bloques de hormigón separa la cocina y el salón. Una escalera conduce a un balcón y tres dormitorios del segundo piso.
La casa está construida de bloques de hormigón con tablero horizontal y revestimiento de listones. Una fila de ventanas justo debajo del sofito hace que el techo plano y grueso parezca flotar sobre la casa. Una cochera adjunta a una esquina de la casa completa el diseño.

### Ejemplos de casas prefabricadas # 2
- Casa de Walter Rudin - Madison, Wisconsin (1957)
- Residencia James McBean - Rochester, Minnesota (1957)

Ambas casas tienen el mismo plano de planta y varían solo en detalles menores, como el color de la pintura y la ubicación. 

### Casa de Walter Rudin

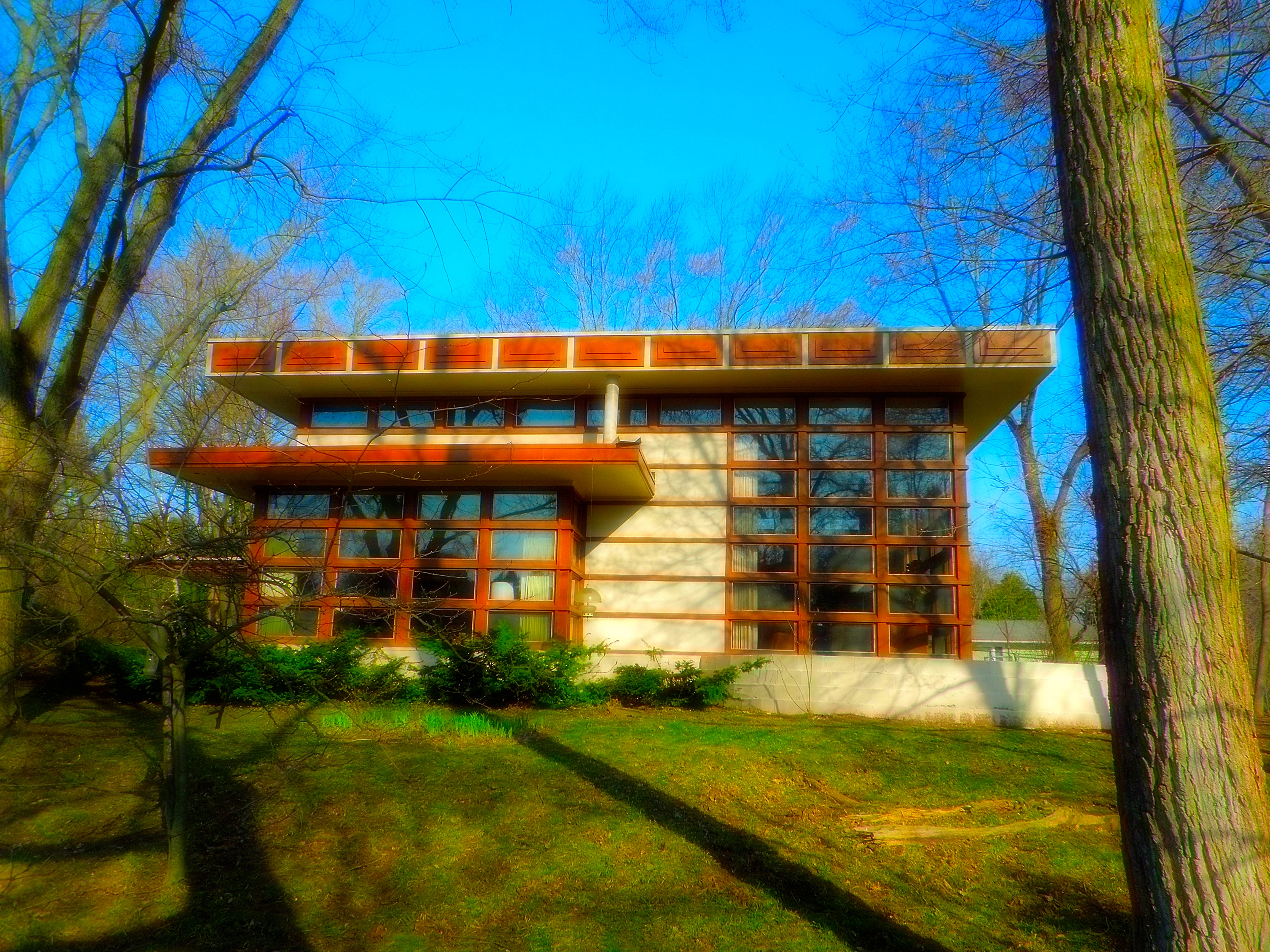
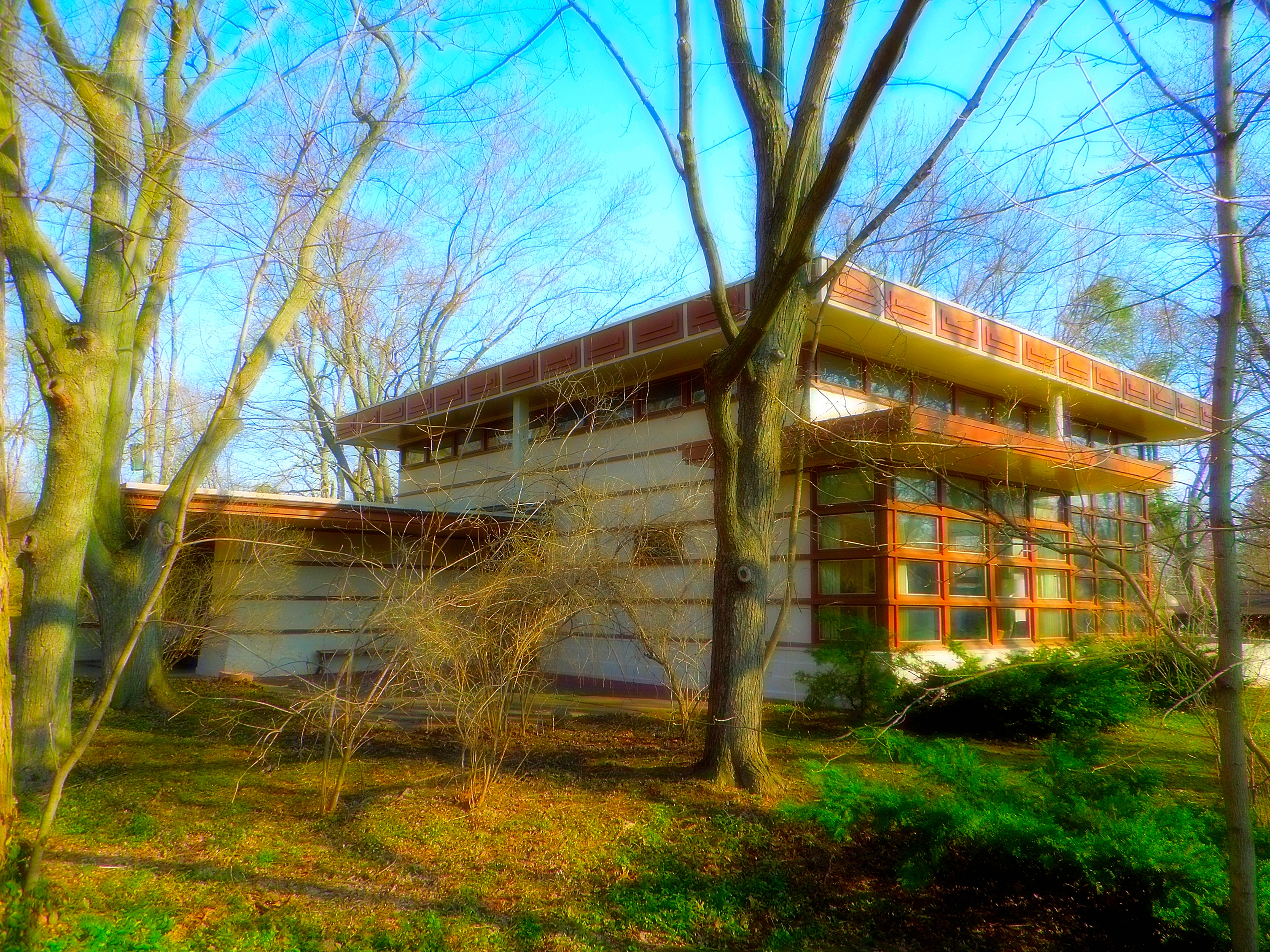